# 高潮 (叙事)

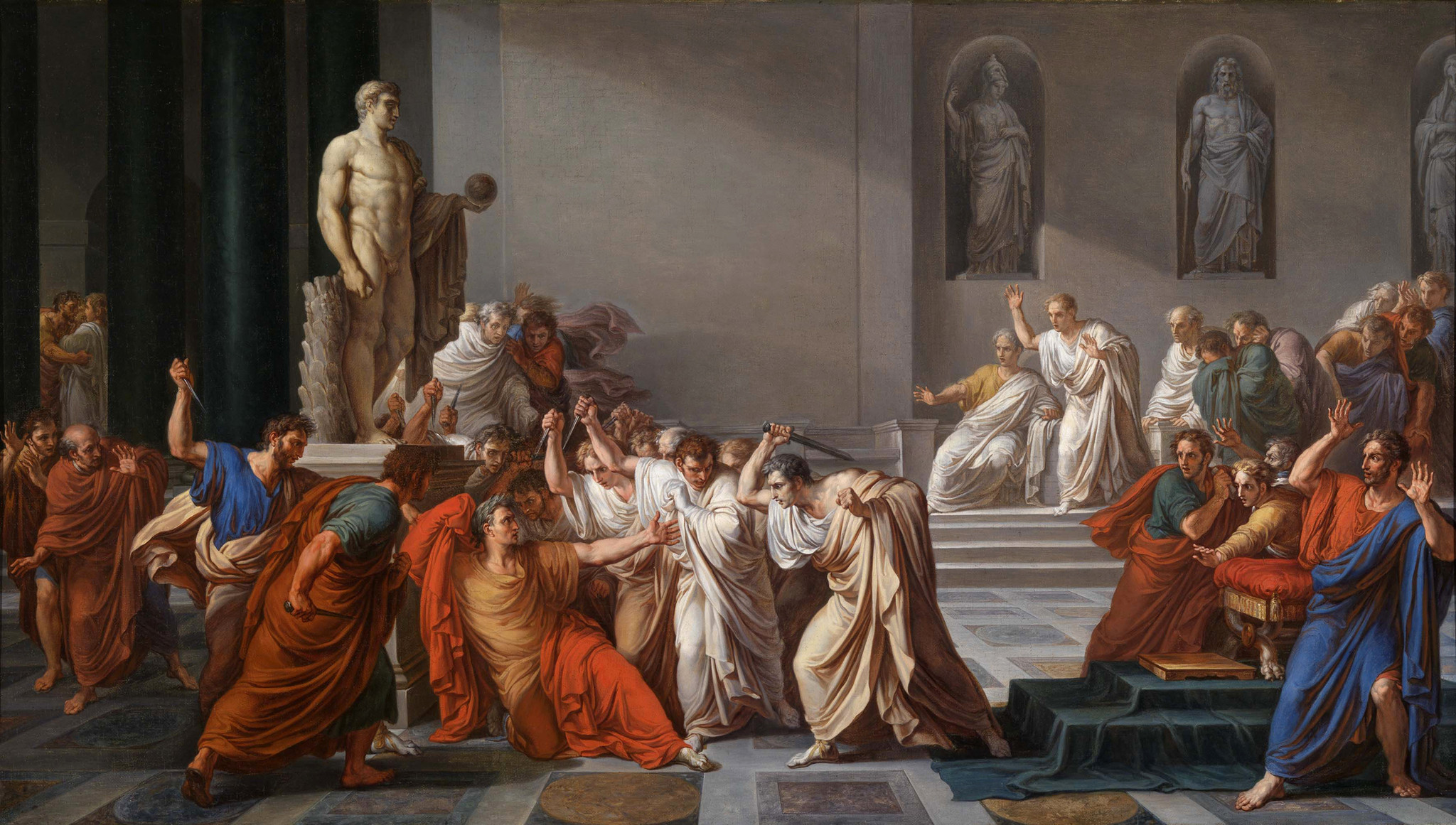
莎士比亞戲劇《凱撒大帝》中的凱薩之死橋段是個眾所周知的高潮。

高潮（climax）或轉折點（turning point）是敘事作品中緊張局勢的最高點或戲劇結局情節的開始。climax的詞源為希臘語（拉丁轉寫klimax），意思是「樓梯」、「梯子」。

## 小說
在散文小說作品，高潮往往像是古典喜劇，發生在文本或表演接近尾聲之時。
高潮包括三個要素。最重要的因素是，主角經歷變革。第二是主要角色發現一些關於自己和其他未知角色的事情。最後一個因素是揭示主題本身。